# Windows (album de Jon Lord)
Pour les articles homonymes, voir Windows (homonymie).
Albums de Jon Lord
Gemini Suite
(1971) Sarabande
(1976)
Windows est un album live du musicien britannique Jon Lord et du chef d'orchestre et compositeur allemand Eberhard Schoener . La musique et le disque sont principalement attribués à Lord. Il est enregistré lors d'un concert à Munich, en Allemagne de l'Ouest le 1er juin 1974, et la musique est un mélange de rock progressif et de styles orchestraux romantiques et modernistes tardifs.

## Histoire
La pièce unique de la première face, Continuo on BACH est une tentative de terminer la triple fugue inachevée qui clôture L'Art de la Fugue de Jean-Sébastien Bach . 
La deuxième face du LP est une composition en trois parties appelée Windows.  Dans les notes de pochette de l'album LP, Lord fait une comparaison entre sa structure de type rhapsodie et la traditionnelle renga produite en chaîne dans les poésies du Japon médiéval. La musique et la partie chantée de la section médiane sont tirées de l'album précédé de Lord, Gemini Suite (1971).
Ray Fenwick, Tony Ashton, David Coverdale, Glenn Hughes et Lord lui-même se produisent en tant que solistes avec l'Orchestre de l'Opéra de Chambre de Munich dirigé par Schoener. L'album est édité en LP par Purple Records (distribué par EMI ) à la fin de 1974 et réédité sur CD (au moins en Allemagne de l'Ouest) en 1987 par Line Records, puis en 2009 par Purple Records, dans une version remastérisée 35th anniversary.
La prestation a été filmée et diffusée à la télévision allemande, mais n'a jamais fait l'objet de sortie en vidéos officielles. La version télédiffusée dure une dizaine de minutes de plus que la version audio, car elle incorpore des éléments coupés au montage sur l'album vinyle : l'introduction de Also sprach Zarathoustra de Richard Strauss avec Jon Lord à l'orgue liturgique, et poèmes en allemand narrés par Klaus Löwitsch.

## Titres
Toutes les compositions sont de Jon Lord et Eberhard Schoener
1. Continuo On BACH - 16:27
2. Windows - 32:22 
  1. 1er mouvement - Renga
  2. 2e mouvement - Gemini
  3. 3e mouvement - Alla Marcia: Allegro

- Numéro de catalogue de l'original LP: 1C 06295634

## Musiciens
D'après le livret accompagnant l'album, ainsi que la présentation des musiciens au début de la prestation télédiffusée.
- Jon Lord - piano, orgue, synthétiseur ARP
- David Coverdale - chant
- Ray Fenwick - guitare
- Tony Ashton - piano, orgue, chant
- Glenn Hughes - basse, chant
- Pete York - batterie, percussions
- Eberhard Schoener - Synthétiseur Moog
- L'Orchestre de l'Opéra de Chambre de Munich dirigé par Eberhard Schoener
- Ermina Santi, Sigune Von Osten - chant soprano
- George Morrison - trompette solo
- Gottfried Greiner - violoncelle solo
- Gunter Salber - violon solo
- Klaus Löwitsch - narration (uniquement sur la version vidéo)